# 제니 루이스
제니 루이스(Jenny Lewis, 1976년 1월 8일 ~ )는 미국의 싱어송라이터, 배우이다. 인디 록 밴드 릴로 킬리 (Rilo Kiley)의 보컬이기도 하다. 남자친구인 조나단 라이스와 "Jenny & Johnny"라는 혼성 듀오를 결성했다.

## 음반 목록

### 솔로
- Rabbit Fur Coat (2006) (더 왓슨 트윈스와 함께)
- Acid Tongue (2008)
- The Voyager (2014)
- On the Line (2019)